# Пердигон, Летисия
Гуадалупе Летисия Пердихон Лабрадор (исп. Guadalupe Leticia Perdigon Labrador) (7 августа 1956, Мехико, Мексика) — мексиканская актриса.

## Биография
Родилась 7 августа 1956 года в Мехико. В мексиканском кино дебютировала в 1973 году в фильме Ева и Дарио, где она снималась с такими выдающимися звёздами как Ана Луиса Пелуффо, Хоакин Кордеро, Лина Мишель и Норма Ласарено. Она справилась со своей ролью блестяще, затем её наперебой приглашали режиссёры — всего она сыграла в 83 работах в кино, среди них присутствуют и теленовеллы. В 1979 году получает свою лучшую роль — роль Лили в культовом телесериале Богатые тоже плачут, после исполнения которой об этой актрисе узнал фактически весь мир, впоследствии вышли ещё два известных сериала с её участием: Разлучённые (Шакира) и Страсти по Саломее (Лола).

## Фильмография

### Телесериалы

#### Свыше 2-х сезонов
- 1985—2007 — Женщина, случаи из реальной жизни (17 сезонов).
- 2004—06 — Мятежники (3 сезона) — Маура Фернандес.
- 2008 — по с.д — Женщины-убийцы (3 сезона) — Магги.
- 2008 — по с.д — Роза Гваделупе (6 сезонов) — Марта.
- 2011 — по с.д — Как говорится (6 сезонов) — Лидия.

#### Televisa
- 1973 — Мой соперник.
- 1974 — Мир игрушки — Ирма.
- 1974 — Противоречивые миры — Беба.
- 1978 — Вивиана — Асафата.
- 1978 — Людские слёзы — София.
- 1979 — Богатые тоже плачут — Лили.
- 1980 — Живу в красном свете — Эмилия.
- 1982 — Жить влюблённой — Мария.
- 1983 — Амалия Батиста — Рейна.
- 1983 — Профессия:Сеньора.
- 1990 — Песня об одной любви — Лусия Альенде.
- 1992 — Американские горки.
- 1995 — Мария Хосе — Эстер.
- 1995 — Акапулько, тело и душа — Рита.
- 1997 — Разлучённые — Шакира.
- 1998—99 — Что происходит с нами?
- 1999 — Мне не забыть тебя — Гуделия.
- 2000—01 — Первая любовь — Каталина Герра де Луна.
- 2001—02 — Страсти по Саломее — Лола.
- 2002—03 — Таковы эти женщины — Маргарита Сааваедра Сорсуэла.
- Продолжение следует...

### Телефильмы
- 2001 — Первая любовь... Три года спустя — Каталина Герра де Луна.

### Фильмы
- 1973 — Ева и Дарио
- 1973 — Капулина против мумий — Молодая Мумия.
- 1975 — Природная сила
- 1976 — Коронация — Эстела.
- 1976 — Продолжение войны
- 1977 — И что теперь, гражданин прокурор? — Палома.
- 1978 — Вишнёвый сад — Ана.
- 1992 — Видеть тебя во сне — Асусена.
- 1994 — Так мы и сделали
- 1996 — Маршрут 100

## Награды и премии
Летисия Пердигон трижды номинировалась на премию TVyNovelas, однако ни в одной из них она не победила.